# Никола Андреев (партизанин)
Вижте пояснителната страница за други личности с името Никола Андреев.
Никола Радев Андреев (Бойчо) е български партизанин и участник в последната фаза на Втората световна война. Дългогодишен търговски аташе на България в чужбина. Автор е на книги с мемоари за с. Бъркач и Бъркашката партизанска чета.

## Биография
Роден е на 28 декември 1919 г. в с. Бъркач, Плевенско, в семейството на Дойка и Ради Андрееви. Има брат Радослав и сестра – Марийка. Завършва основното си образование в родното си село, а средното в гимназиите в Плевен и Троян. Дипломира се в УНСС със специалност „Администрация“.
Участва в Съпротивителното движение по време на Втората световна война. През 1943 г. е сред основателите на Бъркашката партизанска чета. Партизанин от Партизански отряд „Васил Левски“ (Плевен) (1944). Познат е под нелегалното име „Бойчо“. След това участва във войната срещу Германия. От януари 1945 г. е помощник-командир на моторизираната мостова дружина с мост „Б“. На 1 февруари същата година е назначен за адютант на помощник-командира на десета пехотна дивизия.
Дълги години работи в областта на външната търговия – бил е заместник генерален директор и директор на редица външнотърговски предприятия и търговски представител в Москва (СССР), Хелзинки (Финландия) и Куала Лумпур (Малайзия).
Автор на няколко книги с мемоари „Бъркашката партизанска чета“, „Бъркач – непробиваемата червена крепост“, „Що за хора са ловците“ и др. Награждаван е с орден „За военна заслуга“, V ст. в.л.